# Lądowisko Śmiłowo
Lądowisko Śmiłowo – lądowisko w Śmiłowie, położone w gminie Kaczory, w województwie wielkopolskim, ok. 13 km na wschód od Piły. Lądowisko należy do Henryka Stokłosy.
Lądowisko dysponuje trawiastą drogą startową o długości 1000 m i od 2011 roku figuruje w ewidencji lądowisk Urzędu Lotnictwa Cywilnego.